# Dr Dolittle (film 1998)
Dr Dolittle (ang. Doctor Dolittle) – amerykańska komedia familijna z 1998 roku w reżyserii Betty Thomas. Kontynuacją filmu jest Dr Dolittle 2 (2001).
Film jest luźną fantazją na temat książki Hugh Loftinga pt. Doktor Dolittle i jego zwierzęta. Przedstawia życie lekarza weterynarii, który dowiaduje się, że umie rozmawiać ze zwierzętami. Nie wierzy w to nikt z jego otoczenia, z wyjątkiem córki Dolittle’a.

## Fabuła
Film opisuje historię Johna Dolittle’a, który od dziecka miał niezwykły dar rozmawiania ze zwierzętami. Jego ojciec Archer (Ossie Davis) – przekonany, że Johna opętały siły nieczyste – postanawia wezwać na pomoc egzorcystę. Po paru latach John zostaje lekarzem i zapomina, że w dzieciństwie rozmawiał ze zwierzętami. Pewnego dnia potrąca autem psa i odkrywa, że rozumie każde jego słowo. Okoliczne zwierzęta szybko się o tym dowiadują. Do niezwykłego doktora przybywają pacjenci najróżniejszych gatunków.

## Obsada
- Eddie Murphy jako dr John Dolittle
- Ossie Davis jako Archer Dolittle
- Raven-Symoné Christina Pearman jako Charisse Dolittle
- Oliver Platt jako dr Mark Weller
- Peter Boyle jako Calloway
- Richard Schiff jako dr Gene Reiss
- Kristen Wilson jako Lisa Dolittle
- Jeffrey Tambor jako dr Fish
- Kyla Pratt jako Maya Dolittle

### Dubbing
- Albert Brooks – Tygrys
- Hamilton Camp – Świnia
- Jim Dean – Orangutan
- Jenna Elfman – Sowa
- Eddie Frierson – Skunks
- Phyllis Katz – Koza
- Phil Proctor – Małpa
- Paul Reubens – Szop
- Chris Rock – Rodney
- Norm Macdonald – Lucky

## Polska wersja
Opracowanie i udźwiękowienie wersji polskiej: Studio Sonica

Reżyseria: Jacek Rozenek

Tłumaczenie: Dariusz Dunowski

Głosów użyczyli
- Piotr Adamczyk – John Dolittle
- Jarosław Boberek – Lucky
- Jacek Braciak – Szczur
- Tomasz Bednarek – Szczur
- Krzysztof Kołbasiuk – Tygrys
- Brygida Turowska – Sowa
- Wojciech Paszkowski – Pijana Małpa
- Marcin Troński – Archer Dolittle
- Aleksandra Rojewska – Charisse Dolittle
- Jacek Kawalec – Rodney
- Jacek Rozenek –
  - Dr Mark Weller,
  - Orangutan
- Zbigniew Suszyński –
  - Gołąb,
  - Reporter
- Krystyna Tkacz – pani Parkus
- Sławomir Pacek
- Jacek Bursztynowicz
- Jacek Czyż

## Produkcja
Zdjęcia do filmu kręcono w San Francisco, Pasadenie, San Bernardino National Forest, Los Angeles, Lake Sherwood i Sherwood Forest oraz w dolinie San Fernando Valley (Kalifornia). Okres zdjęciowy trwał od 7 kwietnia do 25 lipca 1997 roku.

## Odbiór
Film Dr Dolittle spotkał się z mieszaną reakcją krytyków. W serwisie Rotten Tomatoes, 44% z pięćdziesięciu recenzji filmu są mieszane (średnia ocen wyniosła 5,3 na 10). Na portalu Metacritic średnia ocen z 20 recenzji wyniosła 46 punktów na 100.

## Nagrody i nominacje
| Rok  | Miejsce                              | Nagroda       | Kategoria                   | Odbiorcy i nominowani              | Wynik     |
| ---- | ------------------------------------ | ------------- | --------------------------- | ---------------------------------- | --------- |
| 1999 | Nickelodeon Kids’ Choice Awards 1999 | Sterowiec     | Ulubiona wschodząca gwiazda | Kyla Pratt                         | wygrana   |
| 1999 | Nickelodeon Kids’ Choice Awards 1999 | Sterowiec     | Ulubiony film               | Doktor Dolittle                    | nominacja |
| 1999 | Nickelodeon Kids’ Choice Awards 1999 | Sterowiec     | Ulubiony aktor filmowy      | Eddie Murphy                       | nominacja |
| 1999 | MTV Movie Awards 1999                | Złoty Popcorn | Najlepsza piosenka filmowa  | "Are You That Somebody?" – Aaliyah | nominacja |